# Jean Crespin

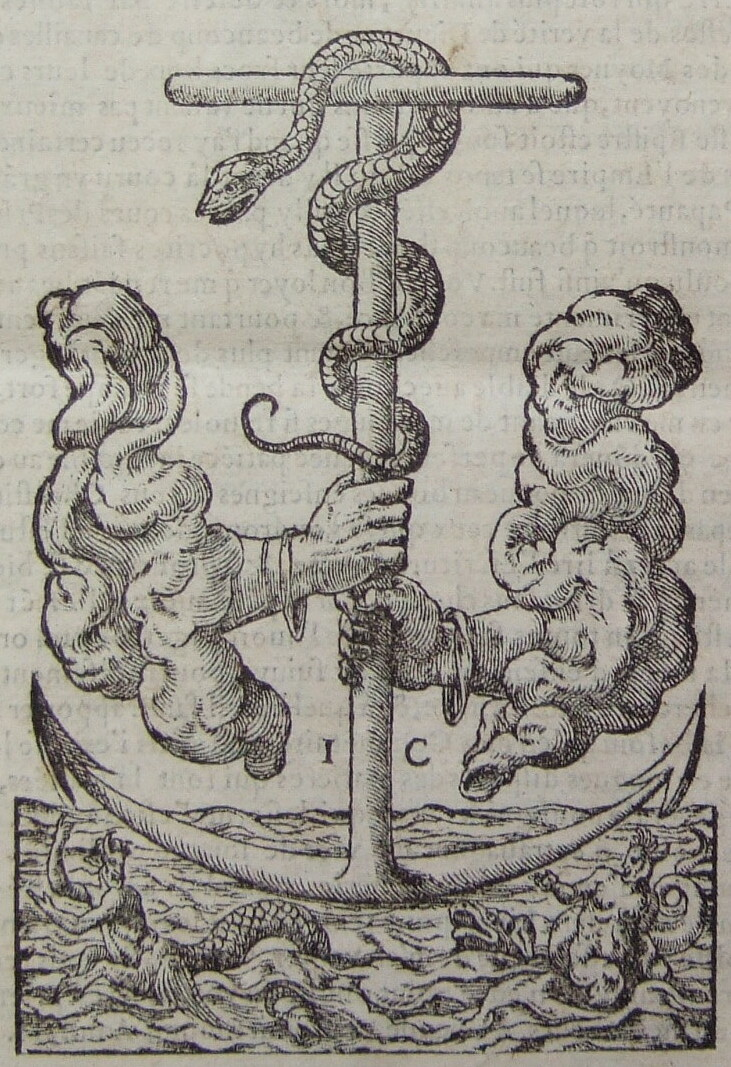
Crespins drukkersmerk op zijn editie van Calvijns Institutie uit 1560.

Jean Crespin, gelatiniseerd Johannes Crispinus (Arras, ca. 1520 – Genève, 12 april 1572) was een Zuid-Nederlands rechtsgeleerde, uitgever-drukker en auteur. Vanwege zijn gereformeerde geloof moest hij uitwijken naar Genève, waar hij vanaf 1550 een 250 boeken uitbracht. Vooral op het gebied van kerkgeschiedenis was hij invloedrijk, als auteur, vertaler en compilator. Zijn Livre des martyrs was een vroeg en bepalend protestants martyrologium. 

## Leven
Jean was een zoon van Charles Crespin, advocaat en lid van de Raad van Artesië. Vanaf 1533 studeerde hij artes en rechten aan de Universiteit van Leuven, onder meer bij Gabriël Mudaeus. Na het behalen van zijn licentiaat in de beide rechten in 1541 werd hij secretaris van de rechtsgeleerde Charles Dumoulin in Parijs. Ook zijn studievriend en stadsgenoot François Baudouin werkte daar. Op 17 november was hij getuige van de terechtstelling van Claude Le Painctre, wat een blijvende indruk op hem naliet. Hij keerde al in 1542 noodgedwongen terug naar Leuven, omdat Habsburgse Nederlanders vanwege de Italiaanse Oorlog niet meer welkom waren in Frankrijk.
Daarop vestigde Crespin zich als advocaat in Arras. Hij hing de ideeën van de Reformatie aan, waarschijnlijk onder invloed van zijn medestudenten, en legde contact met Jean Calvin en Théodore de Bèze. Door de arrestatie van de predikant Pierre Brully in november 1544 kwamen de inquisiteurs Crespin en andere calvinistische notabelen van Arras op het spoor, onder wie François Baudouin. Ze vluchtten tijdens het proces om hechtenis te vermijden. Op 28 maart 1545 werd hij bij verstek veroordeeld tot eeuwige verbanning uit de Spaanse Nederlanden en verbeurdverklaring van bezittingen. 
Vervolgens zwierf Crespin enkele jaren rond langs Parijs, Noyon, Genève en andere steden. Hij trouwde in 1545 in Straatsburg en vestigde zich uiteindelijk in oktober 1548 met zijn gezin in Genève. Het deel van zijn fortuin dat hij daarheen kon sturen, gebruikte hij om een drukpers op te richten. De knepen van het vak leerde hij van de drukker Conrad Badius, met wie hij samenwerkte. In 1554 nam hij de leiding over een eigen officina. Hij had in 1551 het inwonerschap van Genève verkregen en in 1555 verwierf hij de bourgeoisie. Door zijn frequente reizen naar de boekenbeurs van Frankfurt bleef hij in contact met geloofsgenoten uit zijn geboorteland. In Frankfurt bevond zich een grote Waalse vluchtelingenkerk.
De productie van Crespin was aanzienlijk en kenmerkte zich door de hoge kwaliteit van zowel teksten als drukwerk. Samen met concullega's als Antoine I Vincent, Laurent de Normandie en Henri Estienne gaf hij een grote impuls aan de verspreiding van de gereformeerde ideeën. Vanaf 1550 gaf hij zo'n tweehonderdvijftig edities uit, overwegend religieuze, Franstalige literatuur. Toch verwaarloosde hij de internationale dimensie niet, want ongeveer 10% van zijn uitgaven betroffen Italiaanse, Spaanse en Engelse auteurs. Onder de boeken die hij drukte, waren werken van Calvijn, Heinrich Bullinger, Oecolampadius, Johannes Sleidanus en Théodore de Bèze. Calvijn en Bèze gaven hem vooral kleinere polemische werken en verkozen voor meer veeleisende geschriften andere uitgevers. Hij gaf ook muziek en Griekse werken uit. Zijn drukkersmerk was een slang rond een anker.
Van 1554 tot 1564 verscheen bij Crespin een eigen werk in verschillende afleveringen: een protestants martyrologium bekend onder de eerste titel Le Livre des martyrs. Het is een waardevolle bron voor historici. Hij schreef ook een handboek burgerlijk recht waarin hij een protestantse lezing van het Romeins recht ontwikkelde. Het werk, dat evolueerde van een commentaar op de Instituten (1568) tot een driedelig handboek (1571), kende succes bij studenten, maar werd door specialisten niet hoog aangeslagen.
Hij stierf in 1572 aan de pest. Zijn atelier werd voortgezet door zijn schoonzoon Eustache Vignon.

## Familie
In Arras trouwde Crespin in 1544 met Madeleine Le Cambier. Ze hadden een dochter Marguerite, gehuwd met Eustache Vignon, die overleed toen ze zwanger was.
Na de dood van zijn eerste vrouw hertrouwde hij in Genève met Marthe Bourgoing, met wie hij een zoon Samuel had.

## Voetnoten
1. ↑  Charlotte Bouteille-Meister, Le Marchant converti (1558) ou la mise en scène scatologique du débat sotériologique contemporain: comment se rapprocher d’un public à convaincre in: Théâtre et polémique religieuse, 2014, p. 4
2. ↑  Jean-François Gilmont, Jean Crespin. Un éditeur réformé du XVIe siècle, 1981, p. 163-164. Gearchiveerd op 16 augustus 2023.

- Bibsys: 1002049
- Bibliothèque nationale de France: cb122293695 (data)
- Catàleg d'autoritats de noms i títols de Catalunya: 981058514384706706
- Gemeinsame Normdatei: 119063670
- Historisch woordenboek van Zwitserland: 011091
- International Standard Name Identifier: 0000 0001 2120 2355
- Library of Congress Control Number: n82085617
- Nationale Bibliotheek van Letland: 000286918
- Nationale Bibliotheek van Tsjechië: mzk2009511075
- Nationale bibliotheek van Australië: 40596151
- Nationale Bibliotheek van Israël: 987007279263405171
- Nationale Bibliotheek van Polen: a0000001185724
- Nationale en Universitaire bibliotheek Zagreb: 000084642
- Nederlandse Thesaurus van Auteursnamen: 06869895X
- Réseau des bibliothèques de Suisse occidentale: 02-A000045008
- Istituto Centrale per il Catalogo Unico: BVEV027819
- LIBRIS: 289267
- SNAC: w6v152w9
- Système universitaire de documentation: 03098744X
- Trove: 1448366
- Virtual International Authority File: 9901063
- WorldCat: E39PBJtCB6KQYbMjFBMjVM9VYP